# Edward Solomon Ayensu
Edward Solomon Ayensu (28 de agosto de 1935-22 de abril de 2023) fue un botánico y taxónomo ghanense. 

## Biografía
Biólogo egresado de la Universidad de Londres. Fue especialista en la familia Velloziaceae, y presidente del Consejo de Investigaciones Científicas e Industriales de Ghana; director y sénior de la Institución Smithsonian; vicepresidente de la junta del Instituto de Tecnología de Acra; y miembro de la junta directiva de la Universidad de la Paz de las Naciones Unidas.
Así mismo fue director de Proyectos Centrales del Banco Africano de Desarrollo. Profesor de la Universidad de Botsuana.
En 1966, obtuvo el doctorado por la de Universidad de Londres. Publica habitualmente en Smithsonian Contributions to Botany.

## Algunas publicaciones
- . 2012.

### Libros
- 1997. Ashanti Gold: The African Legacy of the World's Most Precious Metal. Contribuyó Ashanti Goldfields Co., ed. ilustr de Ashanti Goldfields, 200 pp. ISBN 1840281162, ISBN 9781840281163

- 1966. Vegetative Anatomy and Taxonomy of the Dioscoreaceae. Ed. Univ. of London, 766 pp.

## Honores

### Membresías[3]
- Academia de Ghana de Artes y Ciencias, de Relaciones Exteriores
- Academia de Ciencias Nacionales de la India
- TWAS Academia de Ciencias para el Mundo en Desarrollo
- miembro fundador de la Academia Africana de Ciencias
- Academia de Ciencias de Nueva York

### Eponimia
- (Bromeliaceae) Ayensua L.B.Sm.[4]

### Premios[3]
- Dos veces ganador del Premio Nacional de Ciencias de Ghana.
- Ganador del Premio Outstanding Service del Museo de Historia Natural de la Institución Smithsonian.
- Premio Estadista Destacado en Ghana durante las Celebraciones del Milenio.
- Medalla 2004 de Ciencias Biológicas por la Academia de Ciencias de la TWAS para el Mundo en Desarrollo.
- La abreviatura «Ayensu» se emplea para indicar a Edward Solomon Ayensu como autoridad en la descripción y clasificación científica de los vegetales.[5]